# Д’Улланбур, Игнас Лоран Жозеф Станислас
Станислас Мари Жозеф Иньяс Лоран д’Улланбур (фр. Stanislas Marie Joseph Ignace Laurent d'Oullenbourg; 1766—1833) — французский военный деятель, генерал-лейтенант (1827 год), барон (1808 год), участник революционных и наполеоновских войн.

## Биография
Сын гусарского офицера, кавалера ордена Святого Людовика. В 1779 году начал службу в гусарском полку Шамборана в качестве кадета. 8 июля 1779 года переведён в кавалерийский полк Нассау-Саарбрюккена в звании младшего лейтенанта. В 1783 году переведён в егерский полк Жеводана (будущий 11-й конно-егерский). В 1792 году служил в Северной армии под Мобёжем и был ранен пулей в правую ногу в битве при Жемаппе 6 ноября 1792 года. В июле 1794 года переведён в Самбро-Маасскую армию, сражался при Льеже, при Урте и под командованием генерала Атри в Алденховене.
В 1795 году был произведён в командиры эскадрона. В 1797 году присоединился к Батавской армии, затем к Гельветической армии в 1799 году и к Рейнской в 1800 году. Он служил в Штайнбурге в июне 1800 года, принял участие в битве при Гогенлиндене 3 декабря.
29 октября 1803 года произведён в майоры, и назначен заместителем командира 10-го гусарского полка. 12 сентября 1805 года получил звание полковника штаба, и стал первым адъютантом маршала Бессьера. 19 июня 1806 года назначен командиром 1-го драгунского полка. Ранен при Йене: по ошибке он был объявлен мёртвым, и Император думал назвать его именем улицу в Париже.
4 апреля 1807 года получил звание бригадного генерала, и возглавил 1-ю бригаду 3-й драгунской дивизии. В 1808 году переброшен в Испанию.
9 ноября 1809 года назначен комендантом депо кавалерии в Версале. 3 июля 1810 – командующий департамента Сена и Уаза. 25 декабря 1811 года получил под своё начало 3-ю бригаду 3-й дивизии тяжёлой кавалерии. Участник Русской кампании 1812 года.
С февраля по март 1813 года командент депо 1-го кавалерийского корпуса. 3 марта 1813 года получил разрешение вернуться во Францию. 5 мая 1813 года вновь командующий департамента Сена и Уаза.
23 мая 1815 года присоединился к Альпийской армии.

## Воинские звания
- Младший лейтенант (8 июля 1779 года);
- Лейтенант (1783 год);
- Капитан (25 мая 1792 года);
- Командир эскадрона (23 сентября 1795 года, утверждён в звании 14 марта 1800 года);
- Майор (29 октября 1803 года);
- Полковник штаба (12 сентября 1805 года);
- Бригадный генерал (4 апреля 1807 года);
- Генерал-лейтенант (1827 год).

## Титулы
- Барон д’Улланбур и Империи (фр. baron d'Oullenbourg et de l'Empire; декрет от 19 марта 1808 года, патент подтверждён 26 октября 1808 года)[1].

## Награды
Легионер ордена Почётного легиона (25 марта 1804 года)
 Офицер ордена Почётного легиона (18 февраля 1808 года)
 Коммандан ордена Почётного легиона (23 августа 1814 года)
 Кавалер военного ордена Святого Людовика (29 июля 1814 года)